# Palpostoma incogruum
Palpostoma incogruum là một loài ruồi trong họ Tachinidae.